# 波尔图恩塞河岸

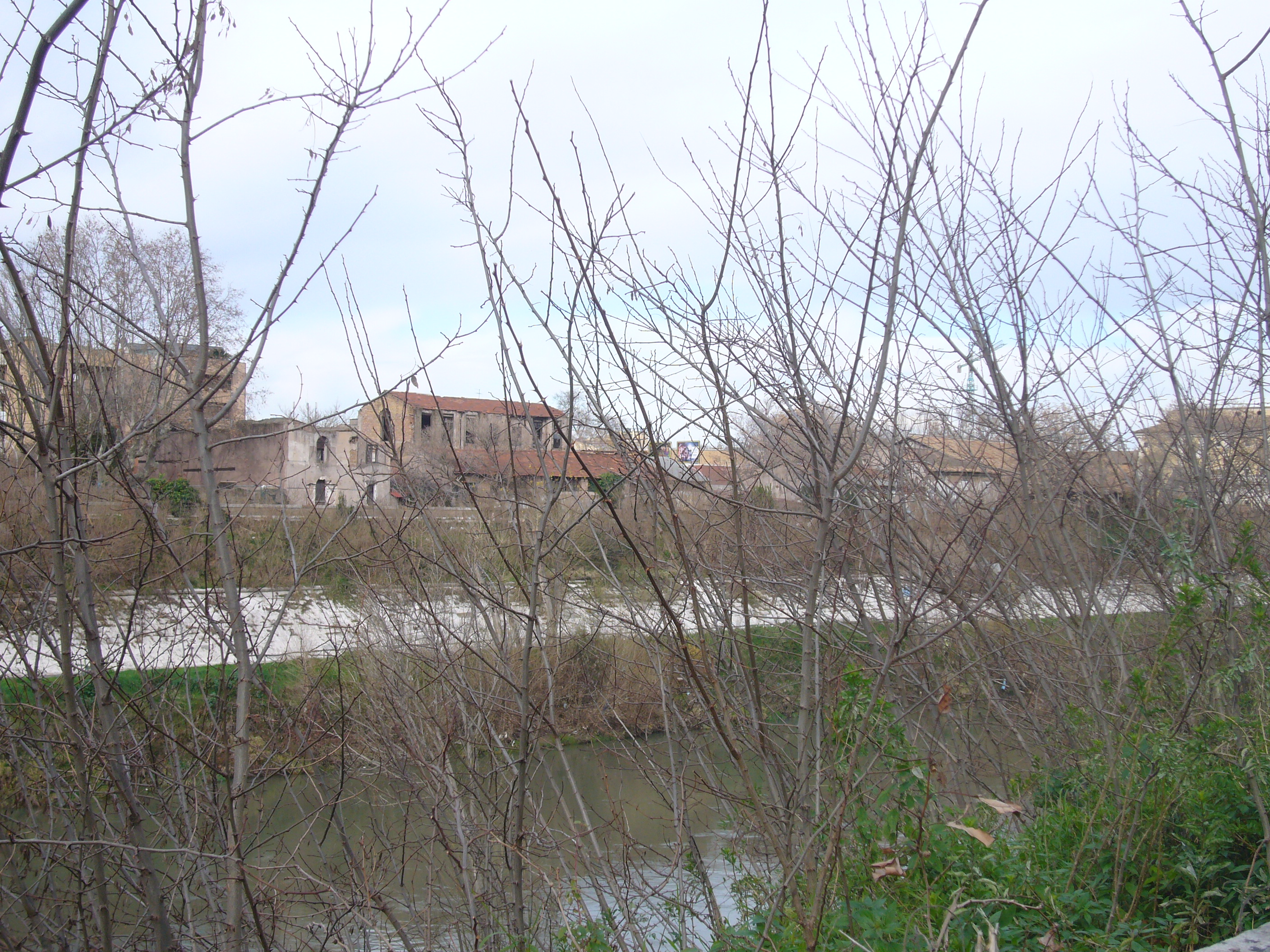

波尔图恩塞河岸（Lungotevere Portuense）是意大利罗马波尔图恩塞区的一段台伯河岸，连接苏布里齐桥与泰斯塔西奥桥。
河岸得名于通往波图斯城（Portus）的波图斯古道（Via Portuensis），定名于1887年7月20日